# Compsolampra liturata
Compsolampra liturata är en kackerlacksart som först beskrevs av Jean Guillaume Audinet Serville 1839.  Compsolampra liturata ingår i släktet Compsolampra och familjen jättekackerlackor. Inga underarter finns listade i Catalogue of Life.